# Правоотношение
Правоотношението е връзката между субектите на правото, която възниква при проявата на конкретен юридически факт и съдържа субективни права и задължения.
Правоотношенията са регулирани от правото обществени отношения.
Правоотношението включва в себе си три структурни елемента:
1. субекти;
2. обект;
3. съдържание.